# Paralimnus albipunctatus
Paralimnus albipunctatus är en insektsart som beskrevs av Mitjaev 1967. Paralimnus albipunctatus ingår i släktet Paralimnus och familjen dvärgstritar. Inga underarter finns listade i Catalogue of Life.